# Pavel Bergman
Pavel Bergman (* 28. ledna 1964) je bývalý český fotbalista.

## Fotbalová kariéra
V československé lize hrál za Spartak Hradec Králové. Nastoupil ve 2 ligových utkáních. V české národní fotbalové lize hrál za Spartak Hradec Králové, nastoupil ve 30 utkáních a dal 4 góly.

## Ligová bilance
| Ročník                                   | Zápasy | Góly | Minuty | Klub                   |
| ---------------------------------------- | ------ | ---- | ------ | ---------------------- |
| Česká národní fotbalová liga 1982/83     | 4      | 1    | -      | Spartak Hradec Králové |
| Česká národní fotbalová liga 1985/86     | 12     | 1    | -      | Spartak Hradec Králové |
| Česká národní fotbalová liga 1986/87     | 14     | 2    | -      | Spartak Hradec Králové |
| 1. československá fotbalová liga 1987/88 | 2      | 0    | 68     | Spartak Hradec Králové |
| CELKEM                                   | 2      | 0    | 68     |                        |